# Brachypetersius cadwaladeri
Brachypetersius cadwaladeri är en fiskart som först beskrevs av Fowler, 1930.  Brachypetersius cadwaladeri ingår i släktet Brachypetersius och familjen Alestidae. IUCN kategoriserar arten globalt som livskraftig. Inga underarter finns listade.